# Linamarina
Linamarina és un glucòsid cianogènic que es troba a les fulles i rels de plantes com la mandioca, mongetes de Lima i el lli. És un glucòsid de l'acetona de cianohidrina. Després de l'exposició dels enzims i la flora intestinal de l'intestí humà,la linamarina i la seva derivada metilada la lotaustralina es pot descompondre en cianur d'hidrogen que és tòxic. Per tant, les plantes que tenen quantitats significatives de linamarina s'han de processar per desintoxicar-les. La linamarina ingerida ràpidament s'excreta per l'orina i el mateix glucòsid no sembla agudament tòxic. La ingestió de rels de mandioca insuficientment processada està associada a la malaltia africana coneguda com a konzo. La linamarina sembla també causa de la intolerància a la glucosa i la diabetis però en animals de laboratori no s'ha pogut comprovar completament i pot indicar que l'efecte principal és agreujar les condicions que ja existien més que no pas induir la diabetis pròpiament.
Recentment s'ha desenvolupat una mandioca transgènica sense linamarina.